# Vilar Formoso

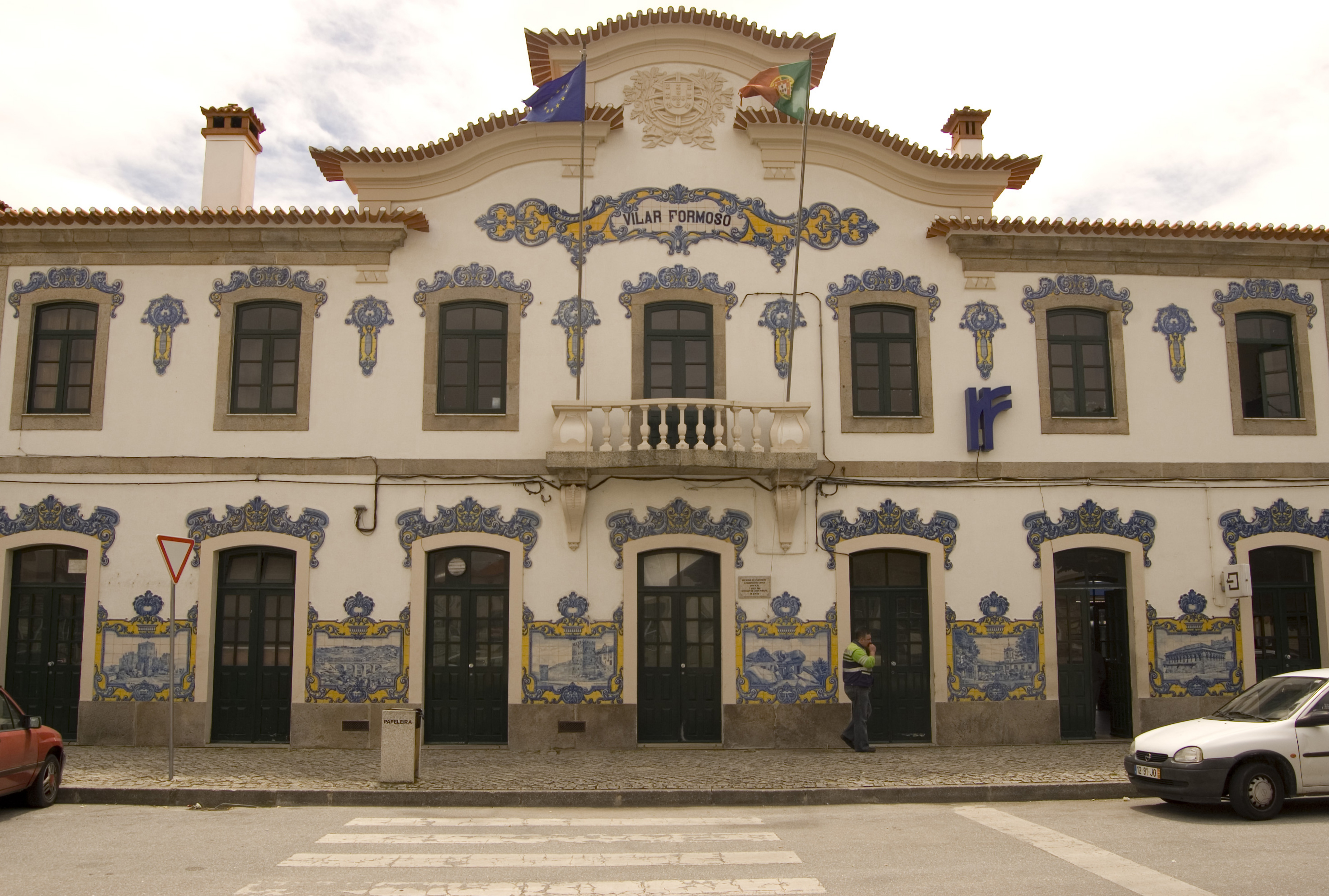
Järnvägsstationen i Vilar Formoso

Vilar Formoso är en stad och freguesia i kommunen Almeida, Portugal. Vilar Formoso ligger vid gränsen till Spanien. Staden har ca 2 200 invånare.